# Martînivka, Jmerînka
Martînivka (în ucraineană Мартинівка) este un sat în comuna Bilîkivți din raionul Jmerînka, regiunea Vinnița, Ucraina.

## Demografie
Componența lingvistică a localității Martînivka
     Ucraineană (98,24%)
     Rusă (1,49%)
     Alte limbi (0,27%)
Conform recensământului din 2001, majoritatea populației localității Martînivka era vorbitoare de ucraineană (98,24%), existând în minoritate și vorbitori de rusă (1,49%).